# Jaroslav Janoš
Jaroslav Janoš (2. září 1946 – 4. června 2020) byl český fotbalový brankář a později profesionální trenér.V letech 1992–1996 byl asistentem trenéra v Baníku Ostrava, který vedl i jako hlavní trenér. Od dubna 2014 byl držitelem Ceny JUDr. Václava Jíry. V Baníku působil dlouhá léta jako trenér mládeže a juniorky.

## Hráčská kariéra
Chytal mj. za B-mužstvo Baníku Ostrava.

## Trenérská kariéra
- 1992/93 (1. liga) – FC Baník Ostrava (hlavní trenér 13.–15. kolo, asistent 16.–30. kolo)
- 1993/94 (1. liga) – FC Baník Ostrava (asistent 1.–30. kolo)
- 1994/95 (1. liga) – FC Baník Ostrava (asistent 1.–22. kolo, hlavní trenér 23.–30. kolo)
- 1995/96 (1. liga) – FC Baník Ostrava (hlavní trenér 1.–5. kolo, asistent 6.–30. kolo)
- 1996/97 (4. liga) – FC Dukla Hranice (hlavní trenér)
- 1997/98 (4. liga) – FC Dukla Hranice (hlavní trenér)
- 1998/99 (3. liga) – FC Dukla Hranice (hlavní trenér)
- 1999/00 (3. liga) – FC Dukla Hranice (hlavní trenér 1.–15. kolo)

Jako hlavní trenér odkoučoval 16 prvoligových zápasů s bilancí 4 výher, 6 remíz, 6 porážek, 20 vstřelených a 20 inkasovaných branek.